# Военные экспедиции Антигона против набатеев
Военные экспедиции Антигона против набатеев — серия из трёх военных походов военачальников диадоха Антигона I Одноглазого в 312—310 годах до н. э. против набатеев. Антигон стремился захватить стратегически важные для него земли Идумеи и Заиорданья, на которых проживали набатеи. В ходе первого похода под командованием Афинея, македоняне смогли разграбить Петру. Однако на обратном пути войско подверглось нападению и было уничтожено. Второй поход возглавил сын Антигона Деметрий Полиоркет. Он не смог захватить столицу набатеев и был вынужден отступить, получив «ценные подарки». Целью третьей экспедиции под командованием Иеронима Кардийского было получение контроля над добычей природного асфальта в Мёртвом море.
К 311/310 году до н. э. Антигон прекратил попытки завоевания набатеев, так как был вынужден направить все свои силы на войну с Селевком. Кочевые племена набатеев отстояли свою независимость, что стало важным этапом развития их государственности.

## Предпосылки
После смерти Александра Македонского в 323 году до н. э. его империя была разделена между военачальниками-диадохами. Последующие несколько десятков лет они вели между собой постоянные войны за власть. Около 312 года до н. э. состоялась битва при Газе между войсками под командованием правителя Египта Птолемея и сына Антигона I Одноглазого Деметрия Полиоркета. После победы Птолемей выделил Селевку тысячу воинов и двести всадников, с которыми тот пересёк пустыню и достиг Вавилона, где поднял восстание против Антигона.
Историки выделяют несколько причин, по которым Антигон решил напасть на кочевое племя набатеев, которые проживали в пустынях Идумеи и Заиорданья. Со стратегической точки зрения, набатеи занимали особые территории. В случае вторжения Антигона в Египет, они могли напасть на него с тыла, тем самым перерезав пути снабжения. Также, через их земли проходил сухопутный путь между Египтом и Вавилоном. В условиях поддерживаемого Птолемеем восстания под руководством Селевка Антигон хотел взять этот путь под свой контроль.
Набатеи, чьи земли находились на пересечении торговых путей между Египтом, Финикией и Индией, накопили громадные богатства. Антигон мог рассматривать поход против этого кочевого племени как возможность пополнить казну за счёт военной добычи.

## Военные экспедиции

### Поход Афинея
В 312 или 311 году до н. э. Антигон поручил Афинею, который принадлежал к близкому кругу его «друзей», совершить поход в земли набатеев. Для этой цели ему было выделено 4 тысячи легковооружённых воинов и шестьсот всадников. Согласно Диодору Сицилийскому, Антигон приказал Афинею увести скот варваров. Афиней знал, что набатеи раз в году собираются на общенациональный праздник, а стариков, женщин, детей и скот оставляют в области Петры. Военачальник, совершив с небольшими остановками трёхдневный марш через пустыню, ограбил безоружное поселение, захватив около 500 талантов серебра, а также большое количество ладана и мирры. С богатой добычей Афиней поспешил отступить, чтобы избежать преследования. Однако, пройдя 200 стадиев (около 36 км), когда войско остановилось на ночёвку, Афиней не позаботился о должной охране лагеря. Этим воспользовались набатеи, которые в количестве восьми тысяч всадников на верблюдах напали на спящий лагерь. Из всего войска Афинея уцелело всего 50 всадников.
После уничтожения вражеского войска набатеи отправили посольство к Антигону. Правитель перенёс всю ответственность на Афинея, заявив, что не давал своему военачальнику указаний нападать на набатеев, а это была его личная инициатива. Арабы, хоть и приняли объяснения Антигона, на всякий случай организовали наблюдательные посты на пограничных холмах.

### Поход Деметрия
Антигон сформировал ещё один экспедиционный корпус из 4 тысяч пеших воинов и 4 тысяч всадников, военачальником которых назначил Деметрия. В отличие от Афинея, который смог неожиданно захватить главный город набатеев Петру, Деметрий был обнаружен вражескими часовыми в самом начале похода. Через несколько дней он достиг Петры, где обнаружил сильный гарнизон. Неспособные к ведению боевых действий жители, напротив, вместо со скотом, ушли в пустыню. Деметрий совершил безуспешную попытку штурма, после чего согласился на переговоры. Набатеи преподнесли ему «ценные подарки», после чего был заключён мирный договор.
На обратном пути Деметрий исследовал Мёртвое море и добычу в нём природного асфальта. По возвращении, Антигон упрекнул сына за то, что Деметрий оставил набатеев безнаказанными, а также сделал их смелее.

### Экспедиция Иеронима Кардийского к Мёртвому морю
Хоть Антигон и был недоволен результатом похода Деметрия, он поблагодарил сына за исследование Мёртвого моря. Антигон отправил к нему очередную экспедицию под командованием Иеронима Кардийского. Ему было поручено взять под контроль добычу природного асфальта, который особо ценился в описываемое время, так как был необходим для бальзамирования. Однако, проживавшие рядом набатеи, для которых добыча асфальта в Мёртвом море была важным источником доходов, совершили вылазку. Согласно Диодору Сицилийскому, шесть тысяч человек на своих плотах из тростника убили стрелами «почти всех» воинов Иеронима на лодках.

## Последствия
После провала очередной экспедиции Антигон был вынужден отказаться от идеи покорения набатеев. Кроме военных неудач, такое решение Антигона было связано с необходимостью направить все имеющиеся силы на борьбу с Селевком, который захватил восточную часть его державы. Набатеи, несмотря на то, что им угрожало завоевание со стороны одного из самых могущественных правителей того времени, смогли сохранить независимость. Это позволило им, в будущем, создать сильное Набатейское царство, которое Страбон охарактеризовал «густо населённой областью с прекрасными пастбищами».

### Исследования
- Тахтаджян С. А. Набатеи в «Библиотеке» Диодора (XIX 94-100) // Philologia Classica. — 2004. — Т. 6. — С. 179—189.
- Шофман А. С. Распад империи Александра Македонского / Печатается по постановлению редакционно-издательского совета Казанского университета. Отв. редактор В. Д. Жигунин. — Казань: Издательство Казанского университета, 1984.
- Billows R. Antigonos the One-eyed and the Creation of the Hellenistic State (англ.). — Berkeley; Los Angeles; London: University of California Press, 1997. — ISBN 0-520-06378-3.
- Heckel W. Who's Who in the Age of Alexander and his Successors. From Chaironea to Ipsos (338—301 BC) (англ.). — Barnsley: Greenhill Books, 2021. — 554 p. — ISBN 978-1-78438-648-1.
- McLaughlin R. The Roman Empire and the Indian Ocean. The Ancient World Economy and the Kingdoms of Africa, Arabia and India (англ.). — Barnsley, South Yorkshire: PEN & SWORD MILITARY, 2014. — ISBN 978-1-78346-381-7.
- Wheatley P., Dunn C. Demetrius the Besieger (англ.). — Oxford: Oxford University Press, 2020. — ISBN 978-0-19-883604-9.